# Crochet (diacritique)
Pour les articles homonymes, voir crochet, crosse et hameçon.
Le crochet, aussi appelé crosse ou hameçon selon sa forme et position, est un diacritique attaché à plusieurs lettres ou symboles. Il a la forme d’un crochet ou d’un hameçon et peut être rattaché à la partie supérieure d’une lettre ou à sa partie inférieure. Sa forme provient de lettres ornées dont certaines terminaisons finissent en crochet. Selon sa position et son orientation, on peut l’appeler de différentes façons. Si le crochet est attaché au-dessus de la lettre, il peut être appelé crosse. S’il est attaché au-dessous de la lettre, lorsqu’il est tourné à gauche il est appelé hameçon ou hameçon palatal, lorsqu’il est tourné à droite il est appelé hameçon rétroflexe.[réf. nécessaire] Dans l’alphabet cyrillique, le crochet peut aussi être attaché à la partie médiane du fût d’une lettre ; celui-ci s’il rattache à partir d’un trait perpendiculaire au fût pour terminer comme un hameçon.
Il n’est pas à confondre avec le diacritique appelé crochet en chef qui est placé au-dessus de la lettre, ni avec le diacritique appelé crochet rhotique utilisé dans l’alphabet phonétique international pour indiquer la rhotacisation d’une voyelle.

Différents types de crochets : crosses sur P, h et c ; jambage en crochet du eng ; hameçon palatal sur n ; jambage en hameçon rétroflexe sur r ; hameçon rétroflexe sur i ; et crochet médian sur le pé cyrillique

## Origines
Le crochet est historiquement une ornementation permettant de produire des lettres ornées dans un but esthétique. Ces ornements ne changent pas le sens des lettres qu’il modifie. C’est par nécessité de nouvelles lettres que cet ornement est devenu un signe diacritique. La lettre J est une des premières latines à apparaitre grâce à cet ornement, elle n’était au départ qu’une variante de la lettre I.

## Utilisation
Plusieurs lettres des alphabets latins ou cyrilliques utilisent un crochet. L’alphabet phonétique international utilisent beaucoup de lettres à crochet, où ceux-ci sont des crosses, des hameçons palataux ou des hameçons rétroflexe ; et plusieurs langues utilisent ces symboles comme lettres avec la même valeur phonétique. Les lettres J ou Eng (Ŋ) peuvent être considérées comme des lettres à crochet, mais ne le sont pas traditionnellement.
En 1927, les symboles avec hameçon rétroflexe ʈ, ɖ, ɳ, ɭ, ɽ, ʂ, ʐ sont adoptés dans l’Alphabet phonétique international. En 1928, le nouvel Alphabet international africain adopte la lettre crossée ɓ et l’Alphabet phonétique international adopte cette même lettre comme symbole ainsi que les symboles crossées ɗ, ɠ, ƥ, ƭ, ƙ. Les lettres avec hameçon ɖ et ƒ sont aussi adoptées dans l’Alphabet international africain.
En 1938, les lettres crossées ɓ, ɗ, ƙ sont adoptées dans l’orthographe haoussa, remplaçant les lettres pointées ḅ, ḍ, ḳ. Les lettres crossées ɓ, ɗ, ƙ ƴ sont par la suite aussi adoptées dans l’orthographe peul, notamment au Niger. Durant la Réunion d’un groupe d’experts pour l’unification des alphabets des langues nationales organisée par l’Unesco en 1966, la lettre ƴ est aussi adoptée pour l’orthographe du haoussa.

### Alphabet latin
| Lettre | Noms                            |
| ------ | ------------------------------- |
| Ɓ ɓ    | B crochet/crosse                |
| Ƈ ƈ    | C crochet/crosse                |
| Ɗ ɗ    | D crochet/crosse                |
| Ɖ ɖ    | D hameçon rétroflexe d africain |
| Ƒ ƒ    | F crochet f hameçon             |
| Ɠ ɠ    | G crochet/crosse                |
| Ɦ ɦ    | h crosse                        |
| Ꜧ ꜧ    | Heng                            |
| Ƙ ƙ    | K crosse                        |
| Ɱ ɱ    | M crosse                        |
| Ɲ ɲ    | N crochet n hameçon à gauche    |
| Ŋ ŋ    | Eng                             |
| Ƥ ƥ    | P crochet/crosse                |
| Ɋ ɋ    | petit q hameçon q hameçon       |
| Ɽ ɽ    | R crochet r hameçon rétroflexe  |
| Ƭ ƭ    | T crochet/crosse                |
| Ʈ ʈ    | T hameçon rétroflexe            |
| Ʋ ʋ    | V crochet, V crosse v cursif    |
| Ⱳ ⱳ    | W crosse                        |
| Ƴ ƴ    | Y crosse                        |
| Ȥ ȥ    | Z crochet                       |

### Alphabet cyrillique
| Lettre | Noms               |
| ------ | ------------------ |
| Ӄ ӄ    | Ka crochet         |
| Ӈ ӈ    | En crochet         |
| Ӽ ӽ    | Ha crochet         |
| Ԓ ԓ    | El crochet         |
| Ꚕ ꚕ    | Hwe                |
| Ҕ ҕ    | Gué crochet médian |
| Ҧ ҧ    | Pé crochet médian  |
| Ӻ ӻ    | Gué barré crochet  |
| Ԡ ԡ    | El crochet médian  |
| Ԣ ԣ    | En crochet médian  |
| Ꚋ ꚋ    | Té crochet médian  |

### Symboles phonétiques
L’alphabet phonétique international utilise plusieurs symboles avec le crochet.
Depuis 1976, les voyelles avec hameçon rétroflexe sont obsolètes, le crochet rhotique ‹  ˞ › étant recommandé à sa place depuis 1989, et les consonnes avec hameçon palatal sont obsolètes la lettre modificatrice J ‹ ʲ › étant recommandé à sa place.
| Symbole | Noms                                                                     | Utilisation                      |
| ------- | ------------------------------------------------------------------------ | -------------------------------- |
| ɓ       | B crochet/crosse                                                         | API                              |
| ƈ       | C crochet/crosse                                                         | API (obsolète) remplacé par ʄ̥    |
| ɗ       | D crochet/crosse                                                         | API                              |
| ɖ       | D hameçon rétroflexe                                                     | API                              |
| ɠ       | G crochet/crosse                                                         | API                              |
| ɦ       | h crosse                                                                 | API                              |
| ꜧ       | Heng                                                                     | symbole hypothétique             |
| ƙ       | K crosse                                                                 | API (obsolète) remplacé par ɠ̥    |
| Ɱ       | M crochet majuscule m hameçon majuscule                                  | notation phonétique américaniste |
| ɱ       | M crochet minuscule m hameçon minuscule                                  | notation phonétique américaniste |
| ɲ       | N crochet n hameçon à gauche                                             | API                              |
| ŋ       | Eng                                                                      | API                              |
| ƥ       | P crochet/crosse                                                         | API (obsolète) remplacé par ɓ̥    |
| ʠ       | q crosse                                                                 | API (obsolète) remplacé par ʛ̥    |
| ɽ       | R crochet r hameçon rétroflexe                                           | API                              |
| ʂ       | s hameçon rétroflexe                                                     | API                              |
| ƭ       | T crochet/crosse                                                         | API (obsolète) remplacé par ɗ̥    |
| ʈ       | T hameçon rétroflexe                                                     | API                              |
| ʋ       | V crochet, V crosse v cursif                                             | API                              |
| ⱱ       | v hameçon à droite                                                       | API                              |
| ƺ       | Ezh hameçon                                                              | API obsolète remplacé par ʒw     |
| ꞔ       | C hameçon palatal                                                        |                                  |
| ᶀ       | B hameçon palatal                                                        | API (obsolète) remplacé par bʲ   |
| ᶁ       | D hameçon palatal                                                        | API (obsolète) remplacé par dʲ   |
| ᶂ       | F hameçon palatal                                                        | API (obsolète) remplacé par fʲ   |
| ᶃ       | G hameçon palatal                                                        | API (obsolète) remplacé par ɡʲ   |
| ᶄ       | K hameçon palatal                                                        | API (obsolète) remplacé par kʲ   |
| ᶅ       | L hameçon palatal                                                        | API (obsolète) remplacé par lʲ   |
| ᶆ       | M hameçon palatal                                                        | API (obsolète) remplacé par mʲ   |
| ᶈ       | P hameçon palatal                                                        | API (obsolète) remplacé par pʲ   |
| ᶇ       | N hameçon palatal                                                        | API (obsolète) remplacé par nʲ   |
| ᶉ       | R hameçon palatal                                                        | API (obsolète) remplacé par rʲ   |
| ᶊ       | S hameçon palatal                                                        | API (obsolète) remplacé par sʲ   |
| ƫ       | T hameçon palatal                                                        | API (obsolète) remplacé par tʲ   |
| ᶋ       | Esh hameçon palatal                                                      | API (obsolète) remplacé par ʃʲ   |
| ᶌ       | V hameçon palatal                                                        | API (obsolète) remplacé par vʲ   |
| ᶍ       | X hameçon palatal                                                        | API (obsolète) remplacé par xʲ   |
| ᶎ       | Z hameçon palatal                                                        | API (obsolète) remplacé par zʲ   |
| ʒ̡       | Ezh hameçon palatal                                                      | API (obsolète) remplacé par ʒʲ   |
| ᶏ       | A hameçon rétroflexe                                                     | API (obsolète) remplacé par a˞   |
| ᶐ       | Alpha hameçon rétroflexe                                                 | API (obsolète) remplacé par ɑ˞   |
| ᶒ       | E hameçon rétroflexe                                                     | API (obsolète) remplacé par e˞   |
| ᶓ       | E ouvert hameçon rétroflexe Epsilon hameçon rétroflexe                   | API (obsolète) remplacé par ɛ˞   |
| ᶔ       | E ouvert réfléchi hameçon rétroflexe Epsilon réfléchi hameçon rétroflexe | API (obsolète) remplacé par ɝ    |
| ᶕ       | Schwa hameçon rétroflexe                                                 | API (obsolète) remplacé par ɚ    |
| ᶖ       | I hameçon rétroflexe                                                     | API (obsolète) remplacé par i˞   |
| 𝼚       | I barré hameçon rétroflexe                                               | API (obsolète) remplacé par ɨ˞   |
| 𝼛       | O hameçon rétroflexe                                                     | API (obsolète) remplacé par o˞   |
| ᶗ       | O ouvert hameçon rétroflexe                                              | API (obsolète) remplacé par ɔ˞   |
| ᶙ       | U hameçon rétroflexe                                                     | API (obsolète) remplacé par u˞   |
| 𝼝       | C hameçon rétroflexe                                                     | non API officiel                 |
| 𝼙       | Dej hameçon rétroflexe                                                   | non API officiel                 |
| ᶘ       | Esh hameçon rétroflexe                                                   | non API officiel                 |
| 𝼜       | Tech hameçon rétroflexe                                                  | non API officiel                 |
| ᶚ       | Ezh hameçon rétroflexe                                                   | non API officiel                 |

### Autres
- ƒ florin